# Ghiduț, Harghita
Ghiduț (maghiară Güdüctelep) este un sat în comuna Lăzarea din județul Harghita, Transilvania, România.
 Acest articol despre o localitate din județul Harghita este deocamdată un ciot. Puteți ajuta Wikipedia prin completarea lui.